# Oliver Hermanus
Oliver Hermanus (Città del Capo, 26 maggio 1983) è un regista e scrittore sudafricano.
È noto per i suoi film Shirley Adams (2009), Beauty (Skoonheid) (2011), The Endless River (2015), Moffie (2019) e Living (2022). Beauty ha vinto la Queer Palm al Festival di Cannes 2011.

## Biografia
Hermanus nasce a Città del Capo e si trasferisce a Plettenberg Bay all'età di tre anni. Cresce in una casa che suo padre ha costruito sulle colline, perché alla sua famiglia "di colore" non è permesso di vivere nel centro della città sotto l'apartheid. I suoi genitori sono attivisti dell'ANC. La famiglia di Hermanus seppellisce i libri vietati in giardino, ignora le spiagge segregate e istruisce in casa i suoi fratelli maggiori. Hermanus si laurea con un Bachelor of Arts in Film, Media e Visual Studies presso l'Università di Città del Capo. Inizialmente lavora come fotografo per la stampa per il giornale Cape Argus. Mentre lavora per The Argus, un amico comune presenta Hermanus al pluripremiato regista tedesco Roland Emmerich, il quale gioca un ruolo cruciale nella carriera di Hermanus dandogli una borsa di studio privata per frequentare la London Film School, dove consegue un master in cinema. Inoltre lo aiuta a realizzare il suo primo lungometraggio: "Shirley Adams".

### Shirley Adams
Shirley Adams, il primo film di Hermanus, uscito nel 2009, racconta la storia di una madre single che cresce il figlio paraplegico, che è stato ferito durante una lotta tra bande. Hermanus ha dichiarato di aver avuto l'idea per il film da sua sorella, una terapista occupazionale, che gli ha raccontato la storia di un adolescente paralizzato in un incidente di tiro.
Shirley Adams è stato presentato in anteprima al Durban International Film Festival nel 2009, dove il film ha ricevuto premi per il miglior film sudafricano, il miglior film d'esordio e la migliore attrice per Denise Newman. Il film è stato presentato in concorso al Festival di Locarno ed è stato proiettato anche al Toronto International Film Festival. Il film ha anche vinto premi al miglior film e al miglior regista ai South African Film and Television Awards del 2009.

### Beauty
Beauty (conosciuto come Skoonheid in afrikaans) è stato il quinto film sudafricano ad essere selezionato per il concorso al Festival di Cannes e il primo in afrikaans. Il film ha vinto la Queer Palm 2011 e Hermanus ha vinto il South African Film and Television Award (SAFTA) 2012 come miglior regista. L'attore protagonista Deon Lotz ha vinto il SAFTA 2012 al miglior attore in un lungometraggio per il suo ruolo in Beauty, e miglior attore al Zurigo Film Festival. Beauty ha anche fatto parte della Selezione Ufficiale 2011 per il premio Un Certain Regard al Festival di Cannes.
Beauty racconta la storia di François, un afrikaner di mezza età sposato, che diviene ossessionato da un bel giovane avvocato, Christian (interpretato da Charlie Keegan), figlio di uno dei suoi amici. Hermanus è stato ospite d'onore a "Side by Side", un festival internazionale di film LGBT tenutosi a Mosca nell'aprile 2011. Il regista ha presentato Beauty al festival.

### The Endless River
Nel 2015, Hermanus ha scritto e diretto il suo terzo film, The Endless River. Questo film divenne il primo film sudafricano a competere per il Leone d'oro alla Mostra del Cinema di Venezia. Anche l'attrice protagonista Crystal Donna Roberts ha gareggiato al festival, per il premio alla miglior attrice. Il film è ambientato nella piccola città di Riviersonderend nella regione di Overberg in Sudafrica e racconta la storia di un espatriato francese e di una cameriera di una piccola città che formano un legame, dopo il brutale omicidio della sua famiglia in una fattoria. Nel descrivere Endless River, Hermanus ha spiegato: "Volevo combinare nel mio film un luogo che conosco con la storia della violenza che accade in Sud Africa".

### Moffie
Moffie è stato presentato in anteprima mondiale alla Mostra Internazionale d'Arte Cinematografica di Venezia il 4 settembre 2019. Il film è basato sul romanzo autobiografico dello scrittore sudafricano André Carl van der Merwe, che racconta l'esperienza dell'autore che ha prestato servizio nell'esercito sudafricano durante la guerra durante l'apartheid in Angola. Il personaggio principale, Nicholas van der Swart (interpretato da Kai Luke Brümmer), e la recluta Stassen (Ryan de Villiers), condividono un'attrazione reciproca ma devono nascondere la loro sessualità per evitare di essere brutalmente umiliati e brutalizzati. Moffie è stato uno dei tre film sudafricani presentati per essere presi in considerazione nella categoria Miglior film straniero ai Golden Globe del 2021. Sidney è stato candidato per un British Academy Film Award (BAFTA) 2021 per il miglior debutto. Il film è stato candidato al BFI come miglior film e ha vinto il premio della giuria al Dublin International Film Festival 2020. Rotten Tomatoes ha riportato un tasso di approvazione del 90%, basato su 94 recensioni, con una valutazione media di 7,5/10.

### Living
Nell'ottobre 2020, Hermanus ha annunciato che avrebbe diretto Living, il suo primo film non sudafricano, con Bill Nighy e Aimee Lou Wood. La sceneggiatura è stata scritta da Kazuo Ishiguro ed è un adattamento del film giapponese del 1952 Vivere. Living è stato presentato in anteprima al Sundance Film Festival del 2022 e proiettato alla Mostra del Cinema di Venezia del 2022. Il film ha ricevuto dei riconoscimenti, tra cui le candidature ai British Independent Film Awards e ai British Academy Film Awards, oltre a diverse nomination per Nighy. Nighy e Ishiguro sono stati candidati al Premio Oscar, rispettivamente nelle categorie di recitazione e di sceneggiatura non originale.

## Filmografia
- Shirley Adams (2009)
- Beauty (Skoonheid) (2011)
- The Endless River (2015)
- Moffie (2019)
- Living (2022)
- Mary & George – miniserie TV (2024)
- The History of Sound (2025)

## Riconoscimenti
- Vincitore, Miglior film sudafricano, Shirley Adams, Durban International Film Festival, 2009
- Vincitore, Miglior Opera Prima, Shirley Adams, Durban International Film Festival, 2009
- Vincitore, Miglior Regista, Shirley Adams, South African Film and Television Awards, 2009
- Vincitore, Miglior Film, Shirley Adams, South African Film and Television Awards, 2009
- Candidato, Un Certain Regard, Beauty, Festival di Cannes, 2011
- Vincitore, Queer Palm, Beauty, Festival di Cannes, 2011
- Vincitore, Miglior Regista, Beauty, South African Film and Television Awards, 2012